# Gakuto Notsuda
Gakuto Notsuda (jap. 野津田 岳人 Notsuda Gakuto; ur. 6 czerwca 1994) – japoński piłkarz występujący na pozycji pomocnika. Obecnie występuje w Shimizu S-Pulse.

## Kariera klubowa
Od 2012 roku występował w klubach Sanfrecce Hiroszima, Albirex Niigata i Shimizu S-Pulse.